# Jade Cargo International
Jade Cargo International — колишня китайська вантажна авіакомпанія зі штаб-квартирою в міжнародному аеропорту Шеньчжень Баоань в районі Баоань, Шеньчжень, Гуандун, Китай. Надавала регулярні послуги по перевезенню вантажів в Азії , Європі, Південно-Східній Азії і на Близькому Сході, а також по ряду інших напрямків по всьому світу. Основна база — міжнародний аеропорт Шеньчжень Баоань.

## Історія
Jade Cargo International була заснована в жовтні 2004 року.
Власники:
- Авіакомпанія Shenzhen Airlines — частка 51 %
- Авіакомпанія Lufthansa Cargo — 25 %
- Інвестиційна компанія Deutsche Investitions - und Entwicklungsgesellschaft (дочірнє підприємство банку KfW) — 24 %

## Напрями
На грудень 2011 року Jade Cargo обслуговувала такі напрямки:
Регулярні рейси:
- Відень.
- Ченду, Гонконг, Шанхай (хаб), Шеньчжень (штаб-квартира/хаб), Тяньджин, Янтай.
- Франкфурт (хаб).
- Калькутта, Мадрас, Бомбей.
- Брешія, Мілан.
- Люксембург.
- Амстердам (хаб)
- Сеул.
- Барселона.
- Женева.
- Стамбул.
- Дубай.
- Ханой.

Сезонні та чартерні напрямки:
- Куритиба, Сан-Паоло.
- Богота.
- Пекін, Чунцін.
- Ларнака.
- Кіто.
- Таллінн.
- Гельсінки.
- Тбілісі.
- Кельн, Ганновер, Лейпціг, Мюнхен.
- Делі, Бангалор.
- Осака.
- Караганда.
- Каунас.
- Кюрасао.
- Лагос.
- Мускат.
- Карачі, Лахор.
- Сингапур.
- Йоханнесбург.
- Мальме, Стокгольм.
- Бангкок.
- Шарджа.